# Щоденник злодія
Щоденник злодія (фр. Journal du voleur) — автобіографічний твір Жана Жене, опублікований у 1949 році.

## Сюжет
Оповідь ведеться від імені 35-річного чоловіка, який розповідає про своє життя, сповнене труднощів і злиднів в Іспанії у 1932—1940 роках. Він — обшарпаний «педераст», який живе крадіжками та пограбуваннями й отримує задоволення від злочинів. Спочатку він мешкає в Барселоні, де ділить квартиру з невеликою групою дармоїдів і заблудлих душ, таких самих, як і він сам, включно з Сальвадором, його коханцем, і Стілітано, який, своєю чергою, закохався в нього.
Пізніше, покинутий обома, він блукає вулицями Андалусії, виживаючи коштом дрібних крадіжок, шахрайства та чоловічої проституції (він продає своє тіло заможним старим). Потім він перетинає Францію, добирається до Марселя, звідки їде до Італії й, нарешті, до Угорщини, де зустрічає співака Міхаеліса, який стає його коханцем. Тут його велике захоплення викликає Ява, зрадник без закону і країни, який нещодавно вступив до лав СС Третього Рейху.
У 1936 році в Антверпені він знайомиться зі Стілітаном, який тим часом розбагатів на торгівлі опіумом та експлуатації чоловіків-повій. Серед інших персонажів, з якими він стикається, — Арман і Роберт, злодій, який грабує гомосексуалістів, заманюючи їх на вулиці.
Під час одного зі своїх численних візитів до французьких в'язниць він зустрічає Ґі, від якого отримує глибоке одкровення про «піднесене мистецтво» крадіжки зі зломом. Повернувшись до Парижа, він живе з Люсьєном, своїм вірним і слухняним другом; з ним він вперше в житті пізнає домашній спокій і сентиментальну ніжність. Лише чиста і щира любов Люсьєна здатна наблизити його до дещо «морального» сприйняття буття.
Оповідь завершується захопленим вихвалянням виправної колонії у Французькій Гвіані, де засуджені до довічного ув'язнення продовжують тягнути своє жалюгідне життя на примусових роботах.

## Тема
Автор, який ідентифікує себе як оповідач, переробляючи й переосмислюючи факти за власним бажанням, викладає тут як принципи своєї поетичної основи (епічний ліризм свого стилю оповіді), так і етику підривника, ворога правопорядку і любителя найгірших злочинців, а також захопленого шанувальника нацистів в уніформі на військових парадах.
Інверсія ідеалів тут і тепер є звичайним явищем: зрада стає найвищою формою відданості, дрібний злочин перетворюється на нахабний героїзм перед обличчям буржуазного світу, і, нарешті, ув'язнення — найвищою формою свободи, до якої варто прагнути. Жене привласнює християнську мову, створюючи альтернативну форму трійці, що складається з гомосексуальності-крадіжки-зради: кожен злочин конфігурується як майже релігійний ритуал, і оповідач готується до своїх злочинів, як монах під час молитовного пильнування.
У присвяченому йому есе «Сен-Женет, комедіант і мученик» (фр. San Genet, comédien et martyr) (1952) Жан-Поль Сартр порівнює прозу «злодія-гомосексуаліста» зі священним космогонічним міфом, а отже, це набагато більше, ніж просто автобіографія, що описує різні етапи його бродячого життя: це поет, який виявляє свою схильність до найзапеклішого нарцисизму на тлі екстремальних потягів до святості та самогубства.

## Український переклад
- Жан Жене. Щоденник злодія / Пер. з фр. О. Жупанського. — Київ: «Юніверс», 2004. — 304 с.